# Éric Fouassier
Pour les articles homonymes, voir Fouassier.
Éric Fouassier, né le 6 octobre 1963, est un romancier, nouvelliste français, professeur d'université et auteur de plusieurs romans policiers historiques. Il a également publié un roman psychologique sous le pseudonyme d'Yves Magne.

## Biographie
Docteur en droit et en pharmacie, Éric Fouassier est professeur à l'université Paris Saclay et membre de l'Académie nationale de pharmacie. Il a également siégé pendant près de vingt ans au sein du Conseil national de l'Ordre des pharmaciens.
En littérature, après plusieurs nouvelles publiées au sein de revues ou de collectifs, il fait paraître en 2005 son premier livre, un recueil de nouvelles intitulé Entre genèse et chaos et signe en 2009 son premier roman, Morts thématiques. Ce dernier lui vaut de décrocher le prix Plume de Glace au festival du roman policier de Serre-Chevalier en 2011. Auteur éclectique, Eric Fouassier alterne ouvrages de littérature générale, qu'il signe désormais du pseudonyme Yves Magne, et romans policiers ou romans policiers historiques qu'il signe de son patronyme.
Son roman Le Bureau des affaires occultes (2021), première enquête de l'inspecteur Valentin Verne, lui permet de remporter de nombreux prix littéraires : prix Maison de la presse en 2021, prix Griffe noire du meilleur polar historique de l'année, prix Lire sous les étoiles, prix Osny & Clyde, Grand Prix du livre audio Plume de Paon (catégorie policier), prix littéraire du Grand Saint-Emilionnais (catégorie polar). Le quatrième volume de la série Le Chant maléfique, qui évoque la dernière guerre de Vendée, est couronné en 2024 par le prix littéraire Charette et le prix du roman populaire.
Il est secrétaire du Grand Prix littéraire de l'Académie nationale de pharmacie et membre du jury du prix Védrarias (concours de nouvelles). Il est aussi, par ailleurs, chevalier de la Légion d'honneur et officier des Palmes académiques.

## Œuvre

### Romans

#### SérieCommandant Gaspard Cloux
- Morts thématiques (Pascal Galodé éditeurs, 2009)
- Rien qu'une belle perdue (Pascal Galodé éditeurs, 2011)

#### SérieLa Saga d'Héloïse, l'apothicaire (autre titre: Sans peur et sans reproche)
- Bayard et le crime d'Amboise (Pascal Galodé éditeurs, 2012), réédition Éditions du Masque, coll. « Masque poche », 2017  (ISBN 978-2-7024-4650-8)
- Le Piège de verre (Éditions Jean-Claude Lattès, 2017), réédition Éditions du Masque, coll. « Masque poche », 2018
- Le Disparu de l'Hôtel-Dieu (Éditions Jean-Claude Lattès, 2018), réédition Éditions du Masque, coll. « Masque poche », 2019

#### SérieLes Francs Royaumes
- Par deux fois tu mourras (Éditions Jean-Claude Lattès, 2019), réédition Éditions du Masque, coll. « Masque poche », 2020
- La Fureur de Frédégonde (Éditions Jean-Claude Lattès, 2020), réédition Éditions du Masque, coll. « Masque poche », 2021

#### SérieLe Bureau des affaires occultes
- Le Bureau des affaires occultes (Éditions Albin-Michel, 2021)
- Le Fantôme du vicaire (Éditions Albin-Michel, 2022)
- Les Nuits de la peur bleue (Éditions Albin-Michel, 2023)
- Le Chant maléfique (Éditions Albin-Michel, 2024)

#### Autres romans
- Le Traducteur (Pascal Galodé éditeurs, 2010)
- L’Effet Nocebo (Pascal Galodé éditeurs, 2014)
- Requiem pour la Dame blanche  ( Éditions Albin-Michel, 2025)

#### Roman signé Yves Magne
- Et puis le silence (Éditions Jean-Claude Lattès, 2017)

### Recueils de nouvelles
- Entre genèse et chaos (éditions Editinter, 2005)
- Petits désordres familiers (éditions D'un Noir Si Bleu, 2008)
- Les Teignes (éditions D'un Noir Si Bleu, 2010)

## Distinctions
- 2005 : prix Albertine-Sarrazin pour  Le Rideau de pluie[10]
- 2005 : prix du Val-de-Seine pour Entre genèse et chaos[11]
- 2011 : lauréat du Festival plume de glace pour Morts thématiques[12]
- 2011 : prix salondulivre.net pour Le Traducteur[13]
- 2020 : prix du roman du salon de la Saussaye pour Par deux fois tu mourras[14]
- 2021 : prix Maison de la presse pour Le Bureau des affaires occultes[15]
- 2021 : prix Lire sous les étoiles pour Le Bureau des affaires occultes[16]
- 2022 : grand prix du livre audio Plume de Paon (catégorie polar) pour Le Bureau des affaires occultes[17],[18]
- 2022 : prix littéraire du Grand Saint-Emilionnais (catégorie polar) pour Le bureau des affaires occultes[19]
- 2024 : prix littéraire Charette pour Le Chant maléfique[6]
- 2024 : prix du roman populaire pour Le Chant maléfique[20],[21]